# Besser (Adelsgeschlecht)

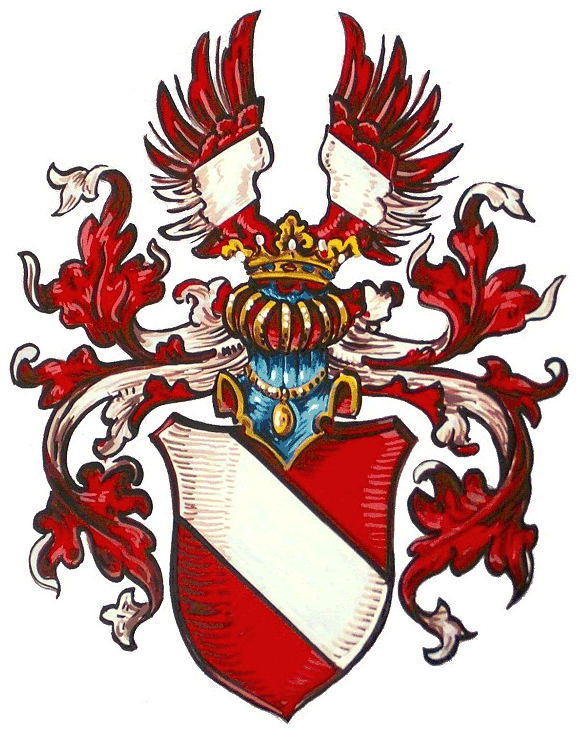
Wappen derer von Besser

Besser ist der Name eines  preußischen Adelsgeschlechts, dessen bürgerlicher Ursprung im thüringischen Auma liegt. Wenigstens an vier Linien des Geschlechts sind voneinander unabhängige Nobilitierungen gekommen, wovon aber lediglich die 1768 bedachte Familie nachhaltig im Adelstand blühte.
Es besteht entgegen Angaben in älterer Literatur keine erwiesene Stammverwandtschaft zum schwäbischen Uradelsgeschlecht Besserer von Thalfingen.

## Geschichte
Die von Besser beginnen ihre gesicherte Stammreihe mit dem Ratskämmerer zu Auma, Nikol Besser († um 1537), wobei namentliche Nennungen, ohne dass sie sich in einen Filiationszusammenhang stellen ließen, ab dem 15. Jahrhundert belegt sind. Es handelt sich um eine eher kleinbürgerliche Familie, die mehrfach Beamte und Geistliche hervorbrachte und so ihren sozialen Aufstieg bereitete.
Der Jurist, Oberamtsrat der Niederlausitz und Bürgermeister von Lübben Carl Christoph Besser (1700–1774) wurde unter Beigabe des Wappens eines Urgroßvaters mütterlicherseits, des markgräflich-kulmbachschen Sekretärs Peter von der Grün († 1602) in Wien am 24. März 1768 in den Reichsadelsstand gehoben. Seine Deszendenten haben regelmäßig höhere Offiziere in der preußischen Armee und ebenfalls mehrfach preußische Landräte gestellt.
Die Familie war in Preußen umfassend begütert, so besaßen die von Besser unter anderem Groß und Klein Brausen, Draulitten, Georgenswalde, Kaltfließ, Kringitten, Neudeck, Okonitz, Oschilau, Pamientowo, Patricken, Paulau, Peterwitz, Plöstwehnen, Powunden, Preußisch Rockels, St. Lorenz, Stangenwalde, Groß und Klein Tippeln, Wittichwalde und Wolfsberg.

### Seitenverwandte
Der schwedische Staatsrat Johann von Besser erhielt bereits 1688 einen Wappenbrief. Seine Zugehörigkeit zur Aumaer Familie ist nicht zweifelsfrei gesichert, über Nachkommen ist zudem der hier verwendeten Literatur nichts zu entnehmen.
Der am 24. Mai 1690 nobilitierte brandenburgisch-sächsischen Zeremonienmeister und Hofpoet Johann von Besser (1654–1729), soll ein urkundlich erwiesener Agnat der Familie gewesen sein. Seine beiden Söhne überlebten ihn jedoch nicht und von den beiden Töchtern gelangte nur eine in den Stand der Ehe, womit seine Linie bereits mit den Kindern ihren Ausgang fand.
Auch der aus Zittau herstammende, am 4. Oktober 1783 in Wien in den Reichsadelstand erhobene sächsischer Hauptmann und Erbherr auf Niedergersdorf und Lomnitz Carl Christian von Besser, war ein entfernter Vetter des obenstehenden 1768 geadelten. Er hat jedoch, eine ebenfalls dahingehende Abstammung unterstellend, das Wappen der Besserer von Thalfingen erhalten. Aus zwei Ehen sind drei Töchter und ein Sohn hervorgegangen. Dieser, Carl Christian Maximilian Ernst von Besser (1790–1809) war als sächsischer Sousleutnant seinen bei Wagram erhaltenen Wunden erlegen, ohne Erben zu hinterlassen.

## Wappen
Das Wappen (1768) zeigt in Rot einen silbernen Schrägrechtsbalken. Auf dem Helm mit rot-silbernen Decken steht ein offener roter Flug, rechts mit einem silbernen Schräglinks-, links mit einem silbernen Schrägrechtsbalken belegt.

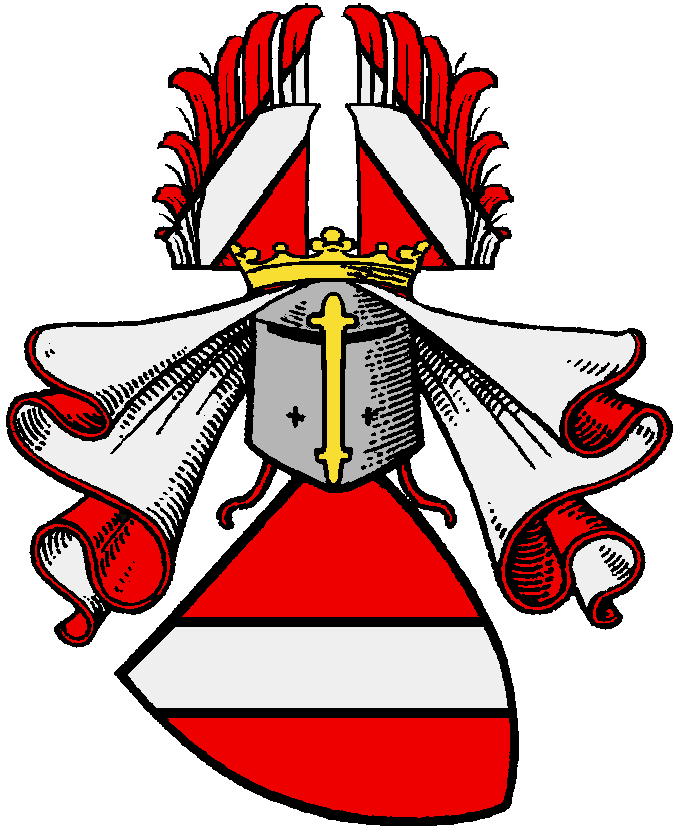
Stammwappen

### Wappen der Stammesverwandten
Links das gemeinsame Wappen der stammesverwandten Geschlechter von Berg, von Epprechtstein, von der Grün, von Münchberg, von Radeck, von Reitzenstein, von Sparnberg, von Sack, von Stein, von Thoßfell, von Töpen und von Wildenstein

### Wappen der Seitenverwandten
Das schwedische Wappen (1688) zeigt in Blau einen goldenen Löwen, mit den Pfoten eine silberne Schüssel haltend. Darüber und darunter je 2:1 silberne Sterne.

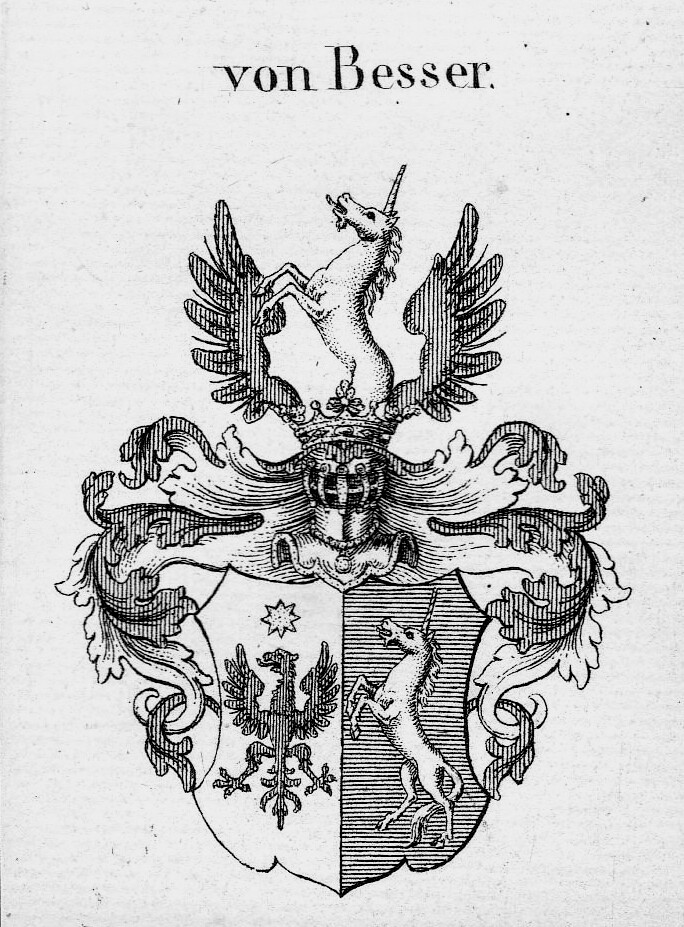
Wappen des Hofpoeten Johann von Besser von 1690

Das Wappen (von 1690) des Hofpoeten Johann von Besser ist gespalten und zeigt rechts in Silber (Blau) einen acht- (oder sechs)strahligen goldenen Stern über einem rechtssehenden roten Adler (mit goldenen Kleestängeln in den Flügeln (Brandenburgischer Adler)) und links in Blau ein silbernes, aufwärtsspringendes Einhorn. Auf dem Helm mit rot-silbernen Decken das Einhorn wachsend zwischen offenem roten Flug.
Das Wappen (1783 = Besserer) zeigt in Schwarz zwei aufeinander gestürzte silberne Pokale, dazwischen ein silberner Teller. Auf dem Helm zwei schwarz gekleidete Arme, die Pokale des Schildbildes mit den Händen haltend.

## Angehörige
- Johann Christian Gotthilf von Besser (1737–1806), Generalmajor in Dresden
- Ehrenreich Wilhelm Gottlieb von Besser (1740–1807), preußischer Generalleutnant
- Johann Karl Wilhelm von Besser (1769–1830), Landrat des Kreises Rosenberg
- Wilhelm Heinrich Caspar Friedrich Ludwig von Besser (1771–1829), preußischer Oberst
- Adolf Friedrich von Besser (1777–1836), preußischer Generalmajor
- Otto Karl Kurt Hermann von Besser (1800–1878), Landrat in Thorn und Konitz
- Alfred von Besser (1854–1919), preußischer Generalleutnant
- Hermann von Besser (1810–1878), preußischer Generalmajor